# Голубовщина (Витебская область)
Голубовщина (бел. Галубоўшчына) — деревня в Браславском районе Витебской области Беларуси. Входит в состав Тетерковского сельсовета.

## География
Деревня находится в западной части Витебской области, на южном берегу озера Укля, при автодороге Н-2145, на расстоянии приблизительно 14 километров (по прямой) к юго-востоку от города Браслав, административного центра района. Абсолютная высота — 136 метров над уровнем моря. Площадь населённого пункта — 0,1598 км².

## История
По состоянию на 1905 год, в деревне проживало 134 человека (81 мужчина и 53 женщины). В административном отношении входила в состав Перебродской волости Дисненского уезда Виленской губернии.
В 1921 году входила в состав гмины Пшебродзе Дисенского повета Виленского воеводства Второй Польской республики. Числилось 132 жителя (58 мужчин и 74 женщины), проживавших в 25 домах. В этническом составе населения того периода белорусы составляли 100 %. В конфессиональном составе населения преобладали католики (53,8 %), также были представлены православные христиане (46,2 %).

## Население
По данным переписи 2019 года, в деревне проживало 8 человек.
| Год  | Население, человек |
| ---- | ------------------ |
| 1905 | 134                |
| 1921 | ↘ 132              |
| 2009 | ↘ 6                |
| 2019 | ↗ 8                |